# Skeppsås socken
Skeppsås socken i Östergötland ingick i Bobergs härad, ingår sedan 1971 i Mjölby kommun och motsvarar från 2016 Skeppsås distrikt.
Socknens areal är knappt 14 kvadratkilometer. År 2000 fanns här 176 invånare. Kyrkbyn Skeppsås med sockenkyrkan Skeppsås kyrka ligger i socknen. Vidare ligger byarna Alnäs, Berg och Vävinge, samt gårdarna Henstorp, Broby, Kvinnslunda och Kvinneby i Skeppsås socken. 

## Administrativ historik
Skeppsås socken har medeltida ursprung.
Vid kommunreformen 1862 övergick socknens ansvar för de kyrkliga frågorna till Skeppsås församling och för de borgerliga frågorna till Skeppsås landskommun. Landskommunen inkorporerades 1952 i Bobergs landskommun och ingår sedan 1971 i Mjölby kommun.  Församlingen uppgick 2010 i en återbildad Skänninge församling.
1 januari 2016 inrättades distriktet Skeppsås, med samma omfattning som församlingen hade 1999/2000.  
Socknen har tillhört samma fögderier och domsagor som Bobergs härad.  De indelta soldaterna tillhörde  Första livgrenadjärregementet, Vreta Klosters kompani och Andra livgrenadjärregementet, Bergslags kompani.

## Geografi
Skeppsås socken ligger sydost om Motala norr om Svartån. Socknen är till stora delar belägen på en ändmorän, med kyrkan på högsta punkten. Marken mellan de skogklädda höjderna utgörs nästan uteslutande av åkerjord.
Socknen gränsar mot Fornåsa socken (i norr), Älvestads socken (i öster) och Vallerstads socken och Varvs socken (i väster).

## Fornlämningar
Kända från socknen är en hällkista från stenåldern samt fyra gravfält från järnåldern. En runristning är känd från kyrkan, nu borta.

## Namnet
Namnet (1350, Skipsaas) kommer från prästgården. Förleden är skepp efterleden är ås, kyrkan ligger på en ås som har formen av ett skepp. Åsen, som skiljer Motala ströms vattensystem i norr från Svartån i söder, går också genom de närliggande socknarna Fornåsa och Lönsås hos vilka det också påverkat namnet.

### Fotnoter
1. 1 2  Svensk Uppslagsbok andra upplagan 1947–1955: Skeppsås socken
2. 1 2  Harlén, Hans; Harlén Eivy (2003). Sverige från A till Ö: geografisk-historisk uppslagsbok. Stockholm: Kommentus. Libris 9337075. ISBN 91-7345-139-8
3. ↑  ”Församlingar”. Statistiska centralbyrån. https://www.scb.se/hitta-statistik/regional-statistik-och-kartor/regionala-indelningar/forsamlingar/. Läst 30 december 2022.
4. ↑  Administrativ historik för Skeppsås socken (Klicka på församlingsposten). Källa: Nationella arkivdatabasen, Riksarkivet.
5. 1 2  Sjögren, Otto (1931). Sverige geografisk beskrivning del 2 Östergötlands, Jönköpings, Kronobergs, Kalmar och Gotlands län. Stockholm: Wahlström & Widstrand. Libris 9939
6. 1 2  Nationalencyklopedin
7. ↑  Fornlämningar, Statens historiska museum: Skeppsås socken
8. ↑  Fornminnesregistret, Riksantikvarieämbetet: Skeppsås socken Fornminnen i socknen erhålls på kartan genom att skriva in sockennamn (utan "socken") i "Ange geografiskt område"
9. ↑  Mats Wahlberg, red (2003). Svenskt ortnamnslexikon. Uppsala: Institutet för språk och folkminnen. Libris 8998039. ISBN 91-7229-020-X. https://isof.diva-portal.org/smash/get/diva2:1175717/FULLTEXT02.pdf
10. ↑  Jan Paul Strid Ortnamn och kulturlandskap under den äldre järnåldern, NORNA-rapport, Köpenhamn 2011